# Товариство об'єднаних ірландців

Прапор

Товариство об'єднаних ірландців (ірл. Cumann na nÉireannach Aontaithe, також відомі як Об'єднані ірландці) — товариство під присягою в Ірландському королівстві, створене в результаті Французької революції для забезпечення «рівного представництва для всього народу» в «національному уряді». Зневірившись провести конституційну реформу, в 1798 році Товариство спровокувало республіканське повстання всупереч силам Британської корони і ірландському сектантському розколу. Її придушення було прелюдією до скасування протестантського панування парламенту в Дубліні і приєднання Ірландії до Сполученого Королівства з Великої Британією.
Згодом перетворилась на радикальну революційну республіканську організацію, натхнену прикладом американською та французькою революцією. Товариство підняло Ірландське повстання 1798 року з метою повалення британського монархічного правління в Ірландії і створенні незалежної Ірландської республіки. Повстання здійснилось в час Революційних війн та було узгоджено з французами. Однак незадовго до початку повстання 1798 (23 травня — 17 червня) лідери «Товариство об'єднаних ірландців» були заарештовані, що лишило повстанців централізованого керівництва.
У 1798 році повсталі «об'єднані ірландці» проголосили Ірландську Республіку або Республіку Коннахт зі столицею в місті Каслбар. Президентом Республіки Коннахт став Джон Мур.